# Hjalmar Johansson
Carl August Hjalmar Johansson (* 20. Januar 1874 in Karlskrona; † 30. September 1957 in Segeltorp) war ein schwedischer Wasserspringer und Schwimmer. Im Turmspringen wurde er im Jahr 1908 Olympiasieger.

## Werdegang
Johansson nahm in Athen an den Olympischen Zwischenspielen 1906 teil. Im Turmspringen belegte er Rang sechs, über 100 m-Freistil schwamm er auf Rang acht. Seinen sportlich größten Erfolg errang er zwei Jahre später bei den Olympischen Spielen in London. Im Turmspringen wurde er vor zwei Landsleuten Olympiasieger, es war die erste schwedische Olympiagoldmedaille im Wasserspringen und der Anfang einer mehrere Jahre anhaltenden schwedischen Dominanz im Turmspringen. Johansson startete zudem im 200 m-Brustschwimmen, beendete den Wettkampf jedoch nicht. Auch an den Olympischen Heimspielen 1912 in Stockholm nahm Johansson erfolgreich teil, er startete diesmal ausschließlich im Wasserspringen. Im 10-m-Turmspringen belegte er Rang vier, im sogenannten einfachen Turmspringen, bei dem weniger akrobatische Sprünge aus 5 m und 10 m Höhe gezeigt werden mussten, gewann er die Silbermedaille.
Zwischen 1897 und 1912 gewann Johansson 14 nationale Titel. Er gilt als Erfinder vieler neuer Sprungstile und zeigte als erster die sogenannte Schwedische Schwalbe. Im Jahr 1908 war Johansson in London, wo er zu dieser Zeit studierte, an der Gründung der Fédération Internationale de Natation (FINA) beteiligt. Wegen seiner Verdienste um das Wasserspringen wurde er im Jahr 1982 in die Ruhmeshalle des Wasserspringens aufgenommen.